# باي بال
باي بال (بالإنجليزية: PayPal) هو موقع ويب تجاري يسمح للمستخدم بتحويل المال عبر الإنترنت والبريد الإلكتروني لعناوين مختلفة. كما يمكن للمستخدم إرسال المال المرسل إليه إلى الآخرين أو تحويله لحساب في المصرف. تعد خدمة العملة الإلكترونية بديلة عن الطرق الورقية التقليدية كالشيكات أو الحوالات المالية. ولقد أُسِّسَت الشركة من قبل ماكس ايفيتشن وبيتر ثيل وإيلون ماسك ولوك نوزيك.
ينفذ موقع باي بال عمليات الدفع لمواقع البيع، ومزادات الإنترنت، وغير ذلك، حيث هنالك أجر إضافي للموقع. في أكتوبر 2002 أصبح موقع باي بال شركة تابعة بالكامل لأي باي. يقع مقر الشركة في كاليفورنيا، الولايات المتحدة الأمريكية.
كما يعد باي بال الرائد عالمياً في مجال حلول الدفع عبر الإنترنت مع أكثر من 169 مليون حساب في جميع أنحاء العالم. باي بال يوفر خدماته في 203 سوقاً و 26 عملة في جميع أنحاء العالم مما أهله لأن يكون دعامة قوية للتجارة الإلكترونية العالمية من خلال إتاحة خيارات الدفع عبر المواقع والعملات واللغات المختلفة.
ملاك حسابات باي بال يجب أن تكون أعمارهم 18 أو أكثر ولديهم بطاقة سحب أو بطاقة ائتمان أو حساب بنك وكذلك لديهم بريد إلكتروني ليتمكنوا من التسوق عبر الانترنت.

## التاريخ

### التاريخ المبكر
أُنشِئَت باي بال في الأصل بواسطة ماكس ليفشين وبيتر ثيل ولوك نوزيك في ديسمبر 1998 تحت مسمى كونفينيتي. وهي شركة طورت برامج أمان للأجهزة المحمولة. لكنها لم تلقى النجاح المطلوب، لذلك حولت تركيزها إلى المحفظة الرقمية. أُطلِق الإصدار الأول من نظام المدفوعات الإلكترونية باي بال في عام 1999.
في مارس 2000، اندمجت كونفينيتي مع إكس دوت كوم، وهي شركة مصرفية عبر الإنترنت أسسها إيلون ماسك. كان ماسك متفائلاً بشأن النجاح المستقبلي لأعمال تحويل الأموال التي كانت شركة كونفينيتي تطورها. اختلف ماسك وبيل هاريس، الرئيس والمدير التنفيذي السابق لشركة إكس دوت كوم، حول النجاح المستقبلي المحتمل لأعمال تحويل الأموال وغادر هاريس الشركة في مايو 2000. في أكتوبر من ذلك العام، قرر ماسك أن إكس دوت كوم ستنهي عملياتها المصرفية عبر الإنترنت الأخرى وتركز على باي بال. في نفس الشهر، تم استبدال إيلون ماسك ببيتر ثيل كرئيس تنفيذي لشركة إكس دوت كوم، والتي تم تغيير اسمها إلى باي بال في عام 2001 وطُرِحَت للاكتتاب العام في عام 2002. أُدرِج الاكتتاب العام الأولي لباي بال تحت مؤشر PYPL بسعر 13 دولارًا للسهم وحقق أكثر من 61 مليون دولار.

### التبعية لشركة إيباي (2002-2014)
بعد وقت قصير من طرح باي بال للاكتتاب العام، استحوذت إيباي على الشركة في 3 أكتوبر 2002، مقابل 1.5 مليار دولار. أكثر من 70 بالمائة من جميع معاملات إيباي قبلت الدفع عن طريق باي بال. أصبحت باي بال طريقة الدفع الافتراضية التي يستخدمها غالبية مستخدمي إيباي، وتنافست الخدمة مع بيلبوينت التابع لشركة إيباي، بالإضافة إلى سي 2 أي تي من سيتي بنك وباي دايركت من ياهو وجوجل تشك أوت.
في عام 2005، استحوذت باي بال على حل الدفع فيري ساين لتوفير دعم أمني إضافي. في عام 2007، أعلنت باي بال عن شراكة مع ماستر كارد، مما أدى إلى تطوير وإطلاق خدمة بطاقة باي بال الآمنة وهو برنامج يتيح للعملاء إجراء مدفوعات على مواقع الويب التي لا تقبل باي بال مباشرة. بحلول نهاية عام 2007، حققت الشركة إيرادات بقيمة 1.8 مليار دولار.
في يناير 2008، استحوذت باي بال على شركة فراود ساينسز، وهي شركة إسرائيلية ناشئة مملوكة للقطاع الخاص طورت أدوات للمخاطر عبر الإنترنت، مقابل 169 مليون دولار. في نوفمبر 2008، استحوذت الشركة على بيل مي لايتر، وهي شركة ائتمان للمعاملات عبر الإنترنت.
بحلول عام 2010، كان لدى باي بال أكثر من 100 مليون حساب مستخدم نشط في 190 سوقًا من خلال 25 عملة مختلفة. في يوليو 2011، تم اتهام أربعة عشر عضوًا مزعومًا في مجموعة أنونيموس للقرصنة بمحاولة تعطيل عمليات باي بال. حدثت هجمات الحرمان من الخدمات في ديسمبر 2010، بعد أن توقفت باي بال عن قبول التبرعات إلى ويكيليكس.
واصلت الشركة بناء قسم خدمات التجار، الذي يوفر المدفوعات الإلكترونية لتجار التجزئة على موقع إيباي. في عام 2011، أعلنت باي بال أنها ستبدأ في تمكين العملاء من سداد المدفوعات عبر باي بال في المتاجر. في أغسطس 2012، أعلنت الشركة عن شراكتها مع ديسكفر كارد للسماح بقبول مدفوعات باي بال في أي من 7 ملايين متجر التابعة لها. بحلول نهاية عام 2012، بلغ إجمالي حجم مدفوعات باي بال التي تمت معالجتها 145.000.000.000 دولار أمريكي. ومثلت 40٪ من عائدات إيباي، والتي بلغت 1,370,000,000 دولار أمريكي في الربع الثالث من عام 2012.
في عام 2013، استحوذت باي بال على أيرونبيرل، وهي شركة ناشئة تقدم برمجيات المشاركة، وبراينتري، وهي بوابة دفع مقرها شيكاغو، من أجل تطوير المنتجات وخدمات الهاتف المحمول. في يونيو 2014 أعلن دافيد ماركوس أنه سيترك منصبه رئيسًا لشركة باي بال. انضم ماركوس إلى باي بال في أغسطس 2011 بعد استحواذها على زونغ، والذي كان مؤسسها ومديرها التنفيذي.

### الانفصال عن إيباي (2014 إلى الوقت الحاضر)
أُعلِن في 30 سبتمبر 2014، أن إيباي ستنفصل عن باي بال، وهي خطوة طالب بها في عام 2013 كارل إيكان. اكتمل الانفصال في 18 يوليو 2015. دان شولمان هو الرئيس الحالي والمدير التنفيذي، مع الرئيس التنفيذي السابق لشركة إيباي جون دوناهو الذي يشغل منصب رئيس مجلس الإدارة. في 31 يناير 2018، أعلن موقع إيباي أنه بعد انتهاء الإتفاقية مع باي بال الحالية في عام 2020، سيظل باي بال خيارًا للدفع للمتسوقين على موقع إيباي، ولكنه لن يظهر بشكل بارز قبل خيارات بطاقات الخصم والائتمان. ستتوقف باي بال عن معالجة مدفوعات البطاقات لإيباي. ستبدأ الشركة بدلاً من ذلك في العمل مع شركة أدين ومقرها أمستردام.
في 1 يوليو 2015، أعلنت باي بال أنها ستستحوذ على شركة تحويل الأموال الرقمية زووم. أنفقت باي بال حوالي 1.09 مليار دولار في هذه الصفقة. تم إغلاق الصفقة في الربع الأخير من عام 2015. عززت هذه الخطوة أعمال باي بال الدولية، مما أتاح لها الوصول إلى عملاء زووم الأمريكيين النشطين البالغ عددهم 1.3 مليون والذين أرسلوا حوالي 7 مليارات دولار في 12 شهرًا المنتهية في 31 مارس، إلى أشخاص في 37 دولة.
في 1 سبتمبر 2015، أطلقت باي بال منصة الدفع من نظير إلى نظير "باي بال دوت مي"، وهي خدمة تتيح للمستخدمين إرسال رابط مخصص لطلب الأموال عبر الرسائل النصية أو البريد الإلكتروني أو منصات المراسلة الأخرى. تم إطلاق باي بال دوت مي في 18 دولة بما في ذلك الولايات المتحدة والمملكة المتحدة وألمانيا وأستراليا وكندا وروسيا وتركيا وفرنسا وإيطاليا وإسبانيا وبولندا والسويد وبلجيكا والنرويج والدنمارك وهولندا والنمسا وسويسرا. كان لدى باي بال 170 مليون مستخدم، في سبتمبر 2015، وكان تركيز باي بال دوت مي هو إنشاء تجربة مستخدم للهاتف المحمول تتيح مشاركة المدفوعات بشكل أسرع من أدوات باي بال التقليدية.
في 17 مايو 2018، وافقت باي بال على شراء معالج الدفع السويدي ايزيتل مقابل 2.2 مليار دولار. كانت هذه أكبر عملية استحواذ لباي بال حتى أواخر نوفمبر 2019.في 19 مارس 2019، أعلنت باي بال عن شراكتها مع إنستغرام كجزء من ميزة شيك أوت الجديدة للشركة. في يونيو 2019، ذكرت باي بال أن رئيس العمليات بيل ريدي سيغادر الشركة في نهاية العام. في ديسمبر 2019، أعلنت شركة جوجل أن بيل ريدي سيصبح رئيس قسم التجارة الجديد. في 6 يناير 2020، استحوذت باي بال على هوني مقابل أكثر من 4 مليارات دولار. هذا هو أكبر استحواذ باي بال حتى الآن، وآخرها.

## مكاتب الشركة

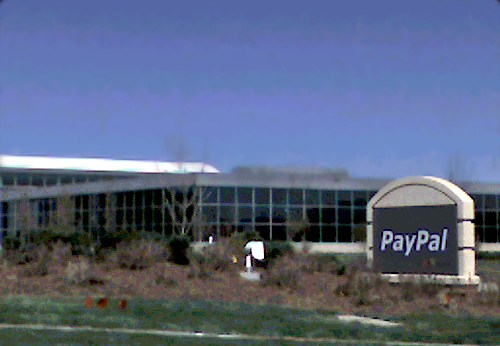
مركز عمليات باي يال والمكتب الرئيسي في أوماها، نبراسكا.

يقع المقر الرئيسي لشركة باي بال في في سان خوسيه، كاليفورنيا، يقع مركز عمليات الشركة في أوماها، نبراسكا، والذي تم افتتاحه في عام 1999. منذ يوليو 2007، عملت باي بال في جميع أنحاء الاتحاد الأوروبي كبنك مقره لوكسمبورغ. يقع المقر الرئيسي لشركة باي بال في أوروبا في لوكسمبورغ والمقر الرئيسي الدولي في سنغافورة. افتتحت باي بال مركزًا تكنولوجيًا في سكوتسديل، أريزونا في عام 2006، ومركزًا لتطوير البرمجيات في تشيناي، الهند في عام 2007. في أكتوبر 2007، افتتحت باي بال مكتب خدمة بيانات على الجانب الشمالي من أوستن، تكساس، وافتتحت أيضًا مركز عمليات ثانيًا في لافيستا، نبراسكا في نفس العام. افتتحت باي بال مركزًا ثانيًا لدعم العملاء في كوالالمبور، ماليزيا، وبدأت عملية التوظيف. في عام 2014، افتتح باي بال مركزًا عالميًا جديدًا للعمليات في كوالالمبور.

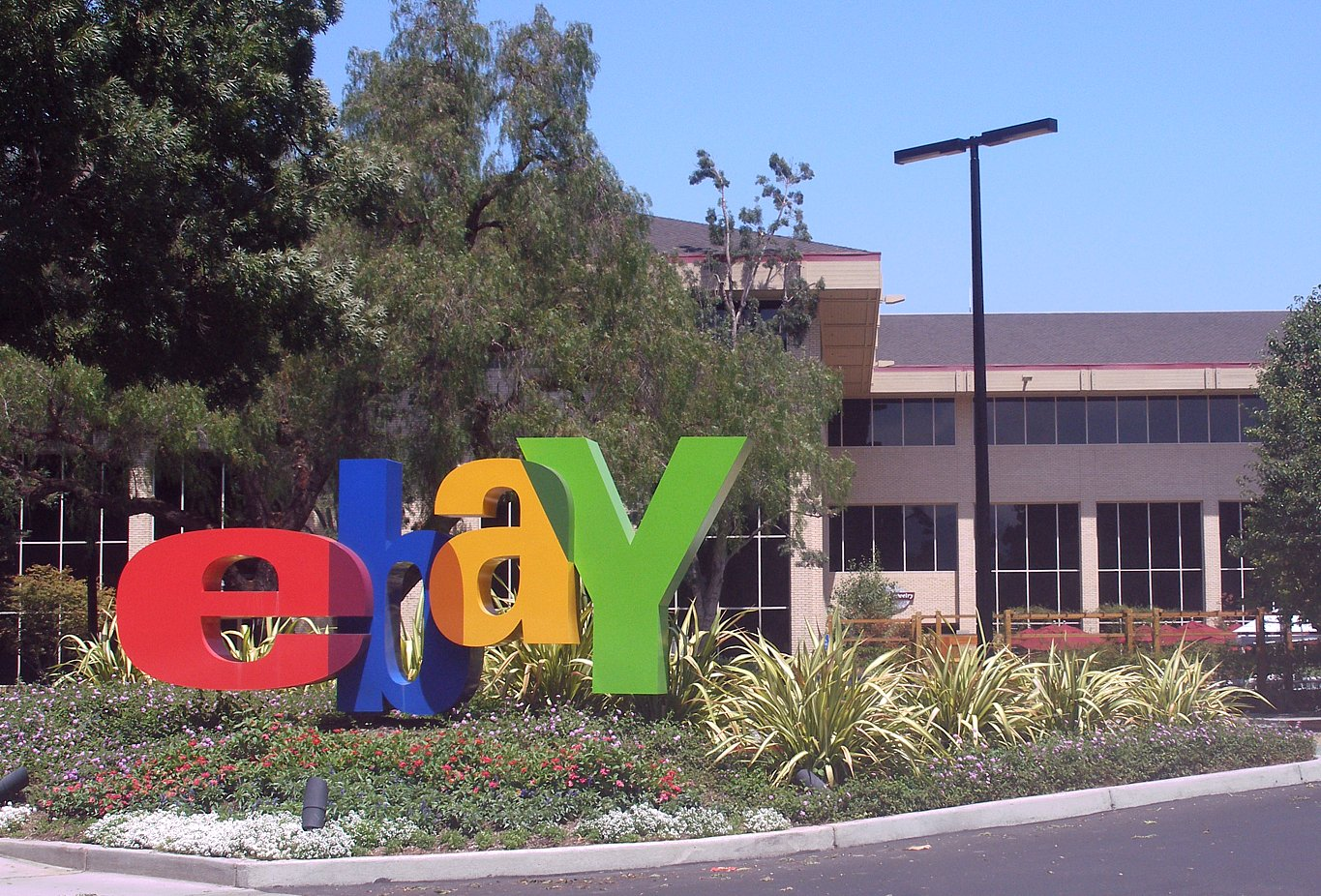
مبنى إدارة إيباي، أحد أشهر مواقع الإنترنت للتسوق الإلكتروني

## الدول
يمكن استخدام PayPal في أكثر من 200 دولة/منطقة.

### شروط الخدمة
- إرسال فقط (تسمح خدمة الحزمة بالإرسال فقط، صالحة في 97 دولة).
- باي بال زيرو (تشير الحزمة إلى إمكانية التسجيل وإدخال وسحب الأموال بالعملة الأجنبية، ولكن لا يمكن للمستخدم الاحتفاظ برصيد باي بال في الحساب، يعمل في 18 دولة)
- إرسال - تلقي - سحب (إمكانية التسجيل، الإدخال والإخراج والقدرة على الاحتفاظ برصيد حساب باي بال الخاص بك بالعملة والتحويل إلى البطاقة عندما يرغب المستخدم، يعمل في 41 البلدان)
- إرسال - تلقي - سحب والعملة المحلية (تتيح فرصة لإجراء المعاملات بالعملة المحلية، 21 دولة).

### الدول العربية
- الدول العربية التي يمكن إرسال واستقبال الأموال منها عن طريق باي بال هي: الإمارات العربية المتحدة، قطر، الكويت، السعودية، البحرين، الأردن، الجزائر، المغرب، مصر،[41] سلطنة عمان.
- الدول العربية التي تستطيع إرسال الأموال فقط (أي لا تستطيع استقبال الأموال) عن طريق هذه الخدمة هي: جزر القمر، جيبوتي، موريتانيا، الصومال، اليمن.
- الدول العربية التي لا يمكن أن تستخدم هذه الخدمة حاليًا[بحاجة لمصدر] هي: العراق، لبنان، ليبيا، السودان، سوريا، فلسطين، تونس.

### الصين
في يوليو 2017، أعلنت باي بال عن شراكة مع بايدو، للسماح لمستخدمي محفظة الهاتف المحمول للشركة الصينية البالغ عددهم 100 مليون بإجراء مدفوعات إلى 17 مليون تاجر من باي بال من خلال بايدو.

### الهند
في مارس 2011، أجرى باي بال تغييرات على اتفاقية المستخدم للمستخدمين الهنود للامتثال للوائح بنك الاحتياطي الهندي. عُيِّن حد كل معاملة إلى 3000 دولار أمريكي. في 29 يوليو 2013، زاد باي بال حد كل معاملة إلى 10000 دولار أمريكي. قامت باي بال بتعطيل إرسال واستلام المدفوعات الشخصية في الهند، مما أجبر جميع المستلمين على دفع رسوم المعاملات. في عام 2012، وظفت باي بال 120 شخصًا لمكاتبها في تشيناي وبنغالوروفي 8 نوفمبر 2017، أطلقت باي بال عملياتها المحلية وتوفر الآن حلول دفع رقمية للتجار والعملاء في الهند. في عام 2020، أصبحت باي بال تدعم نظام البطاقات المحلي روباي. تمتلك باي بال الآن أكبر فريق هندسي عالمي في الهند خارج الولايات المتحدة منتشر في بنغالورو وتشيناي وحيدر أباد.

### اليابان
في مارس 2010، أجبرت اللوائح المصرفية اليابانية الجديدة باي بال على تعليق قدرة أصحاب الحسابات الشخصية المسجلين في اليابان من إرسال الأموال أو تلقيها بين الأفراد ونتيجة لذلك يخضعون الآن لرسوم في جميع المعاملات.

### باكستان
في باكستان، يمكن للمستخدمين استخدام زووم، وهي خدمة تحويل أموال مملوكة لشركة باي بال. في أكتوبر 2018، استخدمت الحكومة الباكستانية زووم للمساعدة في التعهيد الجماعي للأموال لغرض بناء سدين. تحاول حكومة باكستان إقناع إدارة باي بال بإطلاق خدمتها في البلاد، لكن الشركة ليست مستعدة لتقديم خدماتها هناك.

### تركيا
بعد ثماني سنوات من بدء الشركة العمل في البلاد، أوقفت باي بال عملياتها في تركيا في 6 يونيو 2016 عندما رفضت شركة التنظيم المالي التركي ترخيصها للدفع. طالب المنظمون بوضع مراكز بيانات باي بال داخل تركيا لتسهيل الامتثال لأوامر الحكومة والمحاكم لحظر المحتوى وتوليد إيرادات ضريبية. قالت باي بال إن الإغلاق سيؤثر على عشرات الآلاف من الشركات ومئات الآلاف من المستهلكين في تركيا.

## وصلات خارجية
- الموقع الرسمي
- كيفية إنشاء حساب على باي بال